# Up the Down Steroid
Up the Down Steroid is de 2de aflevering van het 8e seizoen van South Park. De titel is een parodie op de titel van het boek Up the Down Staircase van Bel Kaufman. 

## Verhaal
De Special Olympics komen naar Denver en Jimmy is hard aan het trainen om mee te kunnen doen. Eric Cartman besluit ook mee te doen als hij hoort dat er een prijzenpot van 1000 dollar te verdienen valt. Hij knipt zijn haar onregelmatig, trekt niet-passende schoenen aan en doet een fietshelm op die zo strak zit dat hij gaat praten als iemand met het syndroom van Down. Hij gaat ervan uit dat hij makkelijk kan winnen, omdat hij geen lichamelijke handicap heeft. 
In de sportschool wordt Jimmy overgehaald door Nathan om anabole steroïden te gebruiken. Jimmy sust zijn geweten met de argumenten dat hij maar 'een heel klein beetje gebruikt' om hem te 'helpen' en dat 'iedereen het doet.' Timmy komt erachter en wil het aan Mr. Mackey vertellen op school, maar door zijn spraakgebrek (hij kan slechts zijn eigen naam zeggen) begrijpt Mr. Mackey niet wat er aan de hand is. Jimmy begint steeds meer doping te gebruiken en zijn persoonlijkheid verandert. Wanneer zijn vriendin zegt dat ze bij hem weg gaat begint hij op haar in te slaan en valt vervolgens zijn moeder aan. 
Op de Special Olympics verslaat Jimmy eenvoudig de andere deelnemers, en wordt tot winnaar uitgeroepen. Cartman wordt telkens laatste omdat hij met door zijn overgewicht en gebrek aan training geen partij is voor de gehandicapte maar goedgetrainde sporters. Hij krijgt wel de spiritprijs uitgereikt die bestaat uit een coupon voor gratis pizza. Als Cartman de prijs in ontvangst wil nemen ziet Jimmy hem en wetend dat hij niet gehandicapt is, maakt hij Cartman uit voor valsspeler. Timmy komt echter tussenbeide en maakt Jimmy duidelijk dat hij geen haar beter is.
Jimmy vraagt om het woord en, geeft toe dat hij doping gebruikt heeft en dat mensen die steroïden gebruiken grote watjes zijn. Terwijl hij dat zegt zoomt de camera in op Mark McGwire, Barry Bonds en Jason Giambi, drie atleten die allemaal in verband zijn gebracht met steroïdengebruik. Het publiek applaudisseert voor Jimmy's oprechtheid en Jimmy geeft zijn gouden medaille terug en zegt volgend jaar terug te komen om eervol te winnen. 
Cartman probeert vervolgens zijn deelname goed te praten tegenover Stan, Kyle en Kenny door te zeggen dat hij meedeed om Jimmy een les te leren over steroïdengebruik. De jongens staren hem slechts met afkeuring aan waarop Cartman woedend begint te schelden.